# Onesime Rukundo
Onesime Rukundo (ur. 9 kwietnia 1999 w Ngozi) – burundyjski piłkarz grający na pozycji bramkarza. Jest wychowankiem klubu Le Messager Ngozi FC.

## Kariera klubowa
Swoją karierę Rukundo rozpoczął w klubie Le Messager Ngozi FC. W sezonie 2017/2018 zadebiutował w jego barwach w burundyjskiej pierwszej lidze. Trzykrotnie został z nim mistrzem kraju w sezonach 2017/2018, 2019/2020 i 2020/2021.

## Kariera reprezentacyjna
W reprezentacji Burundi Rukundo zadebiutował 27 lipca 2019 roku w wygranym 2:0 meczu Mistrzostw Narodów Afryki 2020 z Sudanem Południowym.